# Stephen Reeder Donaldson
Stephen Reeder Donaldson (Cleveland, 13 de mayo de 1947) es un escritor estadounidense de ciencia ficción y fantasía épica.

## Biografía
Nació en Cleveland, hijo de James R. Donaldson, un médico misionero, y Mary Ruth Reeder, especialista en prótesis. Desde los tres a los dieciséis años vivió en la India, donde su padre se encargaba del tratamiento a leprosos. Donaldson se tituló como Master of Arts en inglés en la universidad de Kent State en 1971.
A menudo se le ha comparado con J. R. R. Tolkien por su magnífica construcción de mundos y culturas, además de su espléndida escenificación de batallas y prodigios. Por otro lado se señalan influencias de William Shakespeare, Mervyn Peake y las óperas de Richard Wagner. Tanto las Crónicas de Thomas Covenant, el Incrédulo como La necesidad de Mordant hacen uso del paradigma del «otro mundo» ya usado por C.S. Lewis.
Su serie The Gap Cycle, no traducida aún al castellano, es una ambiciosa incursión de Donaldson en el género de la ciencia ficción. Como en Las crónicas de Thomas Covenant, el autor muestra la debilidad y la crueldad humanas ante situaciones de supervivencia y brutalidad.

## Obra

### Obras traducidas al castellano
- Crónicas de Thomas Covenant el Incrédulo

1. La ruina del amo execrable (1977)
2. La guerra de Illearth (1978)
3. El poder que preserva (1979)

- Segundas crónicas de Thomas Covenant

1. El reino herido (1980)
2. El árbol único (1982)
3. El portador del oro blanco (1983)

- La Necesidad de Mordant

1. Espejo de sus Sueños (1986)
2. Los Muros de Orison (1986)
3. El Acoso de Mordant (1987)
4. El Jinete a través del Espejo (1987)

### Obras no traducidas al castellano
- Últimas crónicas

1. Las runas de la tierra (2006)
2. Fatal Revenant (2007)

- The Gap Cycle (ciencia ficción)

1. The Gap into Conflict: The Real Story (1990)
2. The Gap into Vision: Forbidden Knowledge (1991)
3. The Gap into Power: A Dark and Hungry God Arises (1992)
4. The Gap into Madness: Chaos and Order (1994)
5. The Gap into Ruin: This Day All Gods Die (1996)

Historias cortas:
- Daughter of Regals and Other Tales (1984)
- Reave the Just and Other Tales (1998)

- The Man Who (novelas policiacas):

The Man Who Killed His Brother (1980)
The Man Who Risked His Partner (1984)
The Man Who Tried to Get Away (1990)
The Man Who Fought Alone (2001)

## Premios
- 1977: Premio British Fantasy Society a la mejor novela (Lord Foul's Bane).
- 1979: Premio John W. Campbell al mejor escritor novel de ciencia ficción del año.
- 1981: Premio Balrog a la mejor novela (The Wounded Land).
- 1983: Premio Balrog a la mejor novela (The One Tree).
- 1983: Premio Saturno a la mejor novela (The One Tree).